# Apateticinae
Apateticinae (лат.) — одно из подсемейств стафилинид. Обладают широким телом и внешне похожи на жуков семейства Мертвоеды (Silphidae). Усики расширяются к вершине. В 2008 году на острове Кунашир (Курильские острова) представители этого подсемейства впервые были обнаружены на территории России.

## Систематика
Известно 2 рода и около 30 видов, распространённых всесветно, но главным образом, в юго-восточной Азии. Согласно Лоуренсу и Ньютону (Lawrence, Newton, 1995), входит в состав Oxyteline-группы семейства Staphylinidae: Trigonurinae, Apateticinae, Scaphidiinae, Piestinae, Osoriinae, Oxytelinae.
- Род Apatetica Westwood, 1848 — около 25 видов[3] (Юго-Восточная и Восточная Азия)[4][5]
  - A. angusticollis Chang, Schillhammer & Tang, 2024[4]
  - A. aspera Assing, 2018
  - A. birmana Cameron, 1930
  - A. brunnipes Ritsema, 1879
  - A. caeruleipennis Cameron, 1930
  - A. callosa Jansson, 1946
  - A. confusa Assing, 2018
  - A. curtipennis Assing, 2018
  - A. gibba Assing, 2018
  - A. glabra Assing, 2018
  - A. glaucipennis Assing, 2018
  - A. indica
  - A. intermedia Cameron, 1930
  - A. javanica Sharp, 1892
  - A. laevicollis Fauvel, 1904
  - A. lebioides Westwood, 1848
  - A. nitiduloides Westwood, 1848
  - A. princeps (Sharp, 1874)
  - A. rotundicollis Fauvel, 1904
  - A. semiviolacea Fauvel, 1904
  - A. siamensis Lewis, 1893
  - A. sikkimi Fauvel, 1895
  - A. sparsicollis Fauvel, 1904
  - A. spinipennis (Frivaldszky, 1883)
  - A. sumatrana Cameron, 1930
  - A. viridipennis Fauvel, 1895
- Род Nodynus Waterhouse, 1876 — 7 видов
  - N. kasaharai Y.Hayashi, 2002[6]
  - N. leucofasciatus Lewis, 1879 — Россия (Кунашир), Япония (Хоккайдо)[7]
  - N. nitidus C.O.Waterhouse, 1876
  - N. rubrofasciatus A.Jansson, 1946[8]
  - N. silphoides A.Jansson, 1946
  - N. unicolor A.Jansson, 1946
  - N. yeren Rougemont, 2015[9]